# John Horton Conway
John Horton Conway, född 26 december 1937 i Liverpool i England, död 11 april 2020 i Princeton i New Jersey, var en brittisk matematiker.
Conway har hyllats bland annat för sin pedagogiska förmåga att förklara komplexa matematiska teorem på ett tydligt och underhållande sätt, för detta fick han Steelepriset 2000.
Han var uppfinnare av Game of Life och upptäckare av de surreella talen.
Conway avled i sviterna av covid-19.

## Publikationer i urval
- Conway, John Horton; Fung Francis Yein Chei (1997) (på engelska). The sensual (quadratic) form. The Carus mathematical monographs, 0069-0813 ; 26. [Washington, DC]: Mathematical Association of America. Libris 6248767. ISBN 0883850303
- Conway, John Horton; Sloane N. J. A., Ekedahl Torsten (1999) (på engelska). Sphere packings, lattices and groups. Die Grundlehren der mathematischen Wissenschaften, 0072-7830 ; 290 (3. ed.). New York: Springer. Libris 4880232. ISBN 0387985859
- Conway, John Horton; Guy Richard K., Mikael Passare (2000). Boken om tal. Lund: Studentlitteratur. Libris 7275201. ISBN 914401189X
- Conway, John Horton (2001) (på engelska). On numbers and games (2. ed.). Natick, Mass.: Peters. Libris 6374824. ISBN 1568811276